# Polyrhachis auriformis
Polyrhachis auriformis is een mierensoort uit de onderfamilie van de schubmieren (Formicinae). De wetenschappelijke naam van de soort is voor het eerst geldig gepubliceerd in 1943 door Donisthorpe.